# Gravenhurst (band)
Gravenhurst är ett brittiskt band som bildades 1999. De spelar akustisk lugn musik. De har även gjort låtar som är rockinspirerade, exempelvis singeln "Hollow Man" som även finns på deras album The Western Lands. De släppte sitt första album, Internal Travels, 2001. Gravenhurst ges ut av brittiska skivbolaget Warp Records.

## Diskografi
Album
- 2001 – Internal Travels
- 2004 – Flashlight Seasons
- 2005 – Fires in Distant Buildings
- 2007 – The Western Lands
- 2012 – The Ghost In Daylight

Singlar/EPs
- 2002 – Gas Mask Days EP (CD-r)
- 2003 – The Diver EP
- 2004 – Black Holes in the Sand EP
- 2005 – "The Velvet Cell"
- 2006 – "Animals"
- 2007 – "Trust"
- 2007 – "Hollow Man"
- 2007 – The Western Lands Sampler EP (CD-r)
- 2008 – Nightwatchman's Blues
- 2012 – "Neil Halstead Tribute" (delad singel, Gravenhurst / Beach Fossils)
- 2012 – "The Prize"

Övrigt
- 2006 – 2 Tracks From Der Soundtrack Ein Freund Von Mir  (CD-r, Promo)